# Leonardo Moura
Leonardo José Aparecido Moura, mais conhecido como Leonardo Moura, ou simplesmente Leonardo (Guarulhos, 19 de março de 1986), é um ex-futebolista brasileiro que atuava como zagueiro.

## Carreira
Aos 12 anos, após passar por um teste, começou a jogar no Santos FC, onde se destacou e foi chamado para categorias de base da Seleção Brasileira. No Mundial sub-17 de 2003, fez o gol do título sobre a Espanha – 1 a 0 na final.
Pelo clube, fez parte do elenco campeão brasileiro de 2002 e em 2004 foi titular na conquista do Brasileirão.
O bom desempenho do atleta chamou a atenção do Shaktar Donetsk, que o contratou em 2005.
Leonardo atuou pela Seleção Brasileira em 2005, quando foi convocado para a partida de despedida de Romário, diante da Guatemala, no Estádio do Pacaembu.
Em 2007, retornou ao Peixe por empréstimo junto ao Shakhtar e foi Campeão Paulista.
Em fevereiro de 2009, assina com o Vasco por empréstimo.
Em junho de 2013, foi apresentado no Criciúma.
Iniciou 2015 atuando pelo Ituano. Em maio do mesmo ano, retorna ao Santos, onde assinou contrato até 31 de dezembro de 2016.
Em fevereiro de 2016, assinou com o Santa Cruz até o final da temporada.

## Títulos
Santos
- Campeonato Brasileiro: 2004[4]
- Campeonato Paulista: 2007[7]

Shakhtar Donetsk
- Campeonato Ucraniano - 2005/06

Seleção Brasileira
- Campeonato Mundial Sub-17: 2003

Santa Cruz
- Copa do Nordeste: 2016
- Campeonato Pernambucano: 2016

### Campanhas em Destaque
Seleção Brasileira
- Campeonato Mundial Sub-20: 2005 (3º colocado)